# Marek Gniewkowski
Marek Gniewkowski (ur. 30 czerwca 1965 w Warszawie) – polski szermierz, szablista, trener szermierki. Olimpijczyk z Seulu 1988 i Barcelony 1992.

## Życiorys
Po ukończeniu szkoły średniej rozpoczął ostatecznie nieukończone studia na Akademii Wychowania Fizycznego w Warszawie. Jako sportowiec był zawodnikiem klubu AZS AWF Warszawa. W mistrzostwa Polski indywidualnie uzyskiwał medale złoty (1989, 1993) i srebrny (1996), a w drużynie dwa srebrne medale (1985 i 1989). Jest złotym medalistą turnieju drużynowego szablistów Letniej Uniwersjady w 1989, indywidualnie zajął tam 4. miejsce. Uczestniczył także w Letniej Uniwersjadzie w 1987 (6. miejsce w turnieju indywidualnym). Na igrzyskach w Seulu wystartował tylko w turnieju drużynowym szablistów (jego partnerami byli Andrzej Kostrzewa, Robert Kościelniakowski, Tadeusz Piguła, Janusz Olech), podczas którego drużyna zajęła 5. miejsce. Na igrzyskach w Barcelonie wystartował w turnieju indywidualnym (19. miejsce) i w turnieju drużynowym (jego partnerami byli Norbert Jaskot, Jarosław Kisiel, Robert Kościelniakowski, Janusz Olech), w którym drużyna zajęła 6. miejsce. Po zakończeniu kariery zawodowej pracował jako nauczyciel wychowania fizycznego, został też trenerem kadry paraolimpijskiej szermierzy.

## Odznaczenia
- Krzyż Oficerski Orderu Odrodzenia Polski (2021)[1][2]
- Krzyż Kawalerski Orderu Odrodzenia Polski (2013)[3][4].
- Złoty Krzyż Zasługi (2008)[5]
- Srebrny Krzyż Zasługi (2001)[6]
- Medal Stulecia Odzyskanej Niepodległości (2023)[7]